# Hemelytroblatta incerta
Hemelytroblatta incerta är en kackerlacksart som först beskrevs av Lucien Chopard 1929.  Hemelytroblatta incerta ingår i släktet Hemelytroblatta och familjen Polyphagidae. Inga underarter finns listade i Catalogue of Life.